# Nicole d'Oliva
Nicole d'Oliva, nata Marie Nicole Le Guay d'Oliva (Parigi, 1º settembre 1761 – Fontenay-sous-Bois, 24 giugno 1789), è stata una prostituta francese, famosa per la sua implicazione nell'affare della collana, uno dei tanti scandali legati allo scoppio della rivoluzione francese e alla dissoluzione della monarchia in Francia.

## Biografia
Nicole d'Oliva nacque a Parigi, figlia del borghese Claude Le Guay e di sua moglie Marguerite David. Proveniente da una famiglia onesta ma umile, la stessa Nicole afferma nelle sue memorie che la sua prima sfortuna fu quella di essere rimasta orfana in età troppo giovane, privata delle cure e della supervisione dei suoi genitori, i quali le avrebbero evitato gli inevitabili pericoli di un'infanzia non protetta. Senza opportunità nella vita, fu costretta a praticare la prostituzione. Scambiava il suo fascino nel Palais-Royal, epicentro del libertinaggio alla fine del XVIII secolo. Proprietà del duca d'Orléans, il palazzo era aperto al pubblico, con negozi, ristoranti e persino un teatro dell'opera, ed era anche un luogo di passeggio per molte prostitute della città. Per la sua grande somiglianza con Maria Antonietta, i suoi clienti erano soliti soprannominarla "la piccola regina".
Nella primavera del 1784, si trovava in una caffetteria in compagnia di un ragazzo, figlio di una sua amica, quando si accorse che un uomo la stava guardando e lo rivide più tardi al Palazzo Reale. Secondo la testimonianza di Nicole, un giorno, mentre stava tornando a casa, nelle vicinanze di rue du Jour, l'uomo la seguì e bussò alla sua porta, e Nicole gli consentì di parlare con lei. L'uomo si identificò come il conte Nicolas de La Motte, sposato con Jeanne de La Motte-Valois, contessa de La Motte. Nicolas, che aveva bisogno della collaborazione di Nicole per realizzare un piano, cercò di guadagnarsi la sua fiducia impressionandola con la sua uniforme militare e raccontandole storie fittizie sull'amicizia di sua moglie con Maria Antonietta. Dopo aver incontrato la contessa, questa chiese a Nicole il suo aiuto per portare a termine una missione che la regina le aveva affidato. La missione consisteva nel fare uno scherzo a una persona, il cardinale de Rohan, nei giardini del palazzo di Versailles, per la cui partecipazione la stessa Nicole avrebbe ricevuto millecinquecento franchi. Secondo Jeanne, Maria Antoinetta, che li avrebbe guardati da un nascondiglio, sarebbe stata molto contenta della partecipazione di Nicole, la quale accettò la proposta.
Una notte, durante l'estate del 1784, era vestita con un abito bianco stile en gaulle o a la reine, una replica del vestito della regina, e con un cappello a tesa larga che nascondeva i suoi lineamenti. Inoltre, le fu data una rosa, e in seguito fu portata nei giardini di Versailles. Una volta lì, fu portata nel boschetto di Venere. Poco dopo apparve il cardinale de Rohan e le si avvicinò. Nicole aveva l'ordine di consegnare la rosa che stava portando con le seguenti parole: Sai cosa significa. Nicole però si dimenticò di consegnare una lettera che le era stata affidata per essere data al cardinale. La contessa apparve subito sostenendo che qualcuno si stava avvicinando, dopodiché tutti lasciarono il luogo.
Questo scherzo era una truffa della contessa de La Motte. Rétaux de Villette, amante della contessa e abile falsario, aveva scritto diverse lettere, imitando la calligrafia di Maria Antonietta, indirizzate a Jeanne. In queste lettere, la regina affermava di voler acquistare una lussuosa collana di diamanti, ma non poteva acquistarla direttamente a causa della riluttanza di Luigi XVI a fare una spesa così alta a causa della delicata situazione finanziaria del paese, affermando che sperava che il cardinale de Rohan acquisisse il gioiello a suo nome come favore personale, e Jeanne aveva il ruolo di intermediario in tutta la farsa. Dopo aver stipulato un contratto in cui era fissata la vendita del gioiello al cardinale per un milione e seicentomila lire, pagabili in quattro rate semestrali, e in cui si stabiliva che sarebbe stata Maria Antonietta a effettuare i pagamenti, la collana fu affidata a Jeanne affinché la consegnasse alla regina, mentre suo marito Nicolas iniziò a vendere i diamanti a Parigi e Londra dopo che l'oggetto fu smontato.
Nei mesi seguenti a quell'incontro nel boschetto, Nicole entrò a far parte della cerchia sociale di Jeanne, essendo conosciuta come la baronessa d'Oliva. Tanto Nicole come la contessa andarono a vedere uno spettacolo di Le nozze di Figaro, un'opera scandalosa di Beaumarchais in cui apparivano cameriere vestite da contesse, in chiaro parallelismo con quanto era successo nel boschetto di Venere. Tuttavia, nel mese di novembre o dicembre 1784, i rapporti tra i conti di La Motte e Nicole si interruppero, motivo per cui dovette tornare a casa sua.
La truffa, nota come "affare della collana", fu scoperta nell'estate del 1785, con l'arresto di Jeanne e dei suoi complici. Nicole fu arrestata a Bruxelles il 16 ottobre 1785, in compagnia di un uomo di nome Toussaint de Beausire. Dopo che entrambi furono estradati a Parigi, Nicole fu imprigionata nella Bastiglia, dove diede alla luce un bambino. Dopo la celebrazione di un pubblico processo, Nicole e il cardinale furono assolti, quest'ultimo esiliato per ordine del re. Villette fu riconosciuto colpevole di falso e condannato all'esilio, mentre Cagliostro, un altro degli implicati, fu espulso dalla Francia per ordine di Luigi XVI nonostante fosse stato assolto. Da parte sua, Jeanne venne giudicata colpevole e condannata a essere fustigata, marchiata con ferro rovente e imprigionata a vita. Nicolas non fu arrestato in quanto a Londra, anche se era stato condannato alle galere a vita.
Dopo il processo, a quanto pare, Nicole iniziò a condurre una vita più morale, lontana dalla prostituzione, avendo una breve storia d'amore con l'avvocato che l'aveva difesa. Toussaint de Beausire, padre del figlio che aveva avuto in prigione, l'abbandonò e in seguito divenne un acceso rivoluzionario. Morì in un convento situato a Fontenay-sous-Bois nel 1789, all'età di ventisette anni.

## Nella cultura di massa

### Cinema
- L'intrigo della collana (2001), interpretata da Hermione Gulliford.